# Arbeitersiedlung der Hein Lehmann AG
Die Arbeitersiedlung der Hein Lehmann AG am Heideweg 1 bis 23 in Monheim-Baumberg wurde von 1952 bis 1956 nach Entwürfen des Düsseldorfer Architekten Paul Schneider-Esleben als Werkssiedlung für die Stahlbaufirma Hein Lehmann AG erbaut. Schneider-Eslebens Siedlungsbau gilt als beispielhaft für den Wohnungsbau der Moderne.
In zwei Reihen wurden im Abstand von etwa 50 Metern zweigeschossige Häuser erbaut. Die Siedlungsbauten wurden in Schottenbauweise errichtet. Zwischen den Backsteinschotten sind die Fassaden an der Vorderseite mit weißem Putz gestaltet worden. Kleine rechteckige Fenster durchbrechen die vordere Fassade. Die Fassade zur Gartenseite zeigt eine große Glasfläche. Die Gartenfront zeigt ein Pultdach, das leicht geneigt ist, wodurch die Gartenfront etwas höher ist als die Fassade an der Vorderseite.